# 上下搖攝

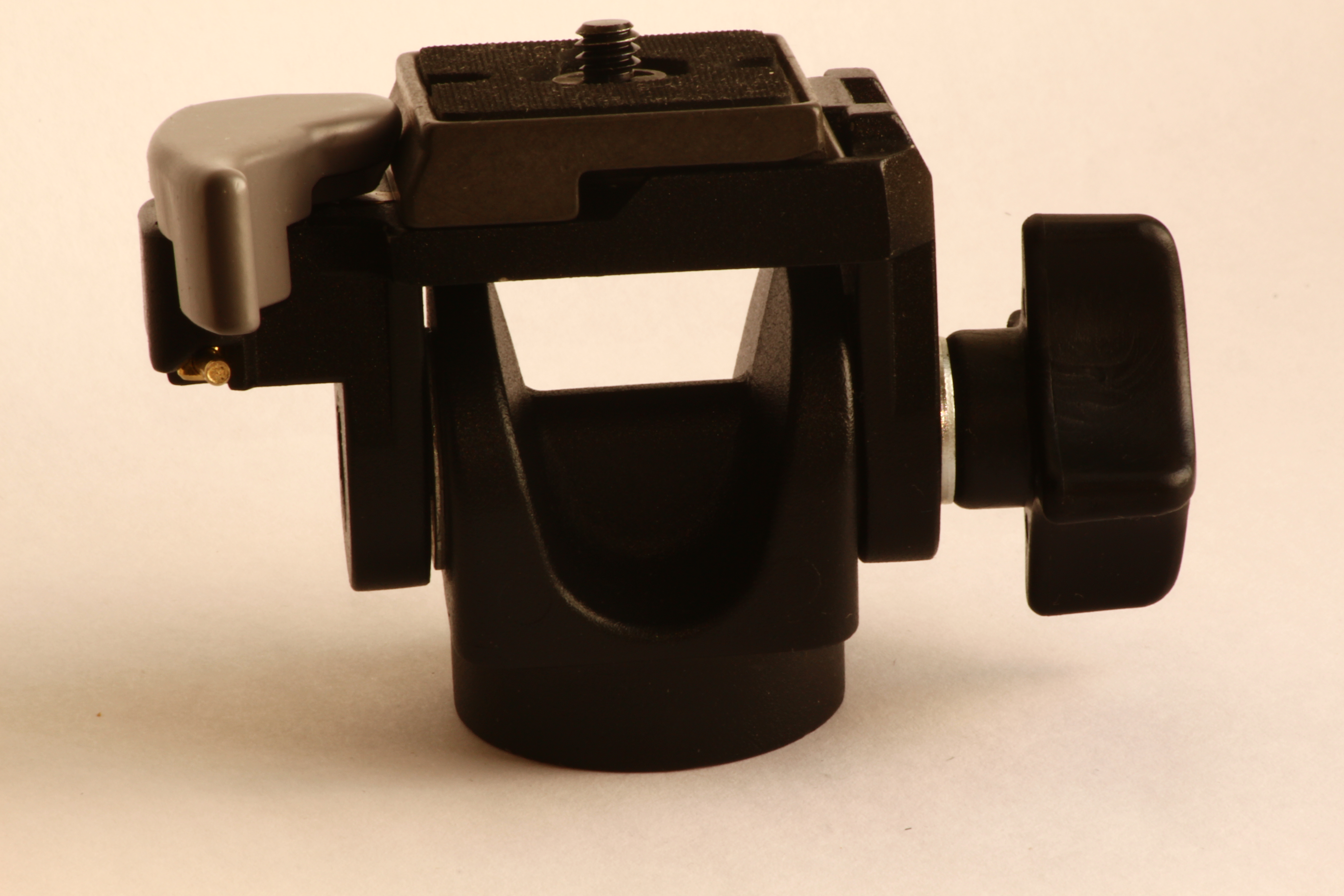
三腳架的上下搖攝單向雲頭

上下搖攝（英語：tilt）是一種電影拍攝技術，將相機置於固定位置只在垂直平面上下旋轉，如人點頭的動作。攝影機上下搖攝會產生類似於抬頭或低頭時所看到的移動畫面。與在橫搖中，相機左右水平擺動不同。上下搖攝與橫搖可以同時使用。